# Crocodyliformes
Los crocodiliformes o cocodriliformes (Crocodyliformes) son un clado de saurópsidos (reptiles) crocodilomorfos que vivieron desde finales del período Triásico, en el Carniense, hace aproximadamente entre 228 millones de años hasta el presente. Se lo define como el clado más inclusivo que incluye a Protosuchus richardsoni (Brown, 1933) y a Crocodylus niloticus (Laurenti 1768).

## Características

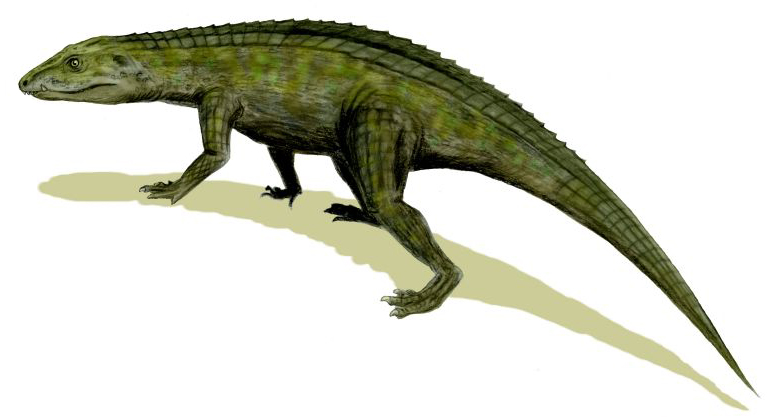
Dibujo en lápiz de Protosuchus, un género de Crocodyliformes carnívoros del Jurásico temprano.

Se caracterizan por un yugal más corto que el maxilar, el contacto entre la porción ventromedial del occipital con el cuadrado para envolver a la carótida e impresiones para los nervios craneales IX-XI, el proceso dorsoventral del basiesfenoides  ampliado y la sutura cerrada, el parietal extiende dorsal al borde ventrolateral que forma del agujero del trigémino, ventana anteorbital más pequeña que la órbita; cuadrado perforado con una ventana dorsal; la cabeza del cuadrado en contacto con el lateroesfenoides, cuadratoyugal muy amplio, 2 palpebrales grandes, tabla del cráneo plana en la región temporal; cola rodeada por los osteodermos; extensión ventromedial de coracoides, el omóplato muy ensanchado dorsalmente  (invertido en formas posteriores), pubis por lo menos excluido en parte del acetábulo por el proceso anterior del isquion.

### Filogenia
Este es el consenso entre Larsson & Sues (2007) y Sereno et al. (2003):[cita requerida]
```
Crocodyliformes

  |--
Protosuchia

  `--o 
Mesoeucrocodylia

     |--
Thalattosuchia

      `--+--
Notosuchia

         `--+-
Sebecia

            `--o 
Neosuchia

               |--
Atoposauridae

               `--+--+--
Pholidosaurus

                  |  `--+--
Dyrosauridae

                  |     `--+--
Sarcosuchus

                  |         `--
Terminonaris

                  `--+--
Goniopholididae

                     `--+--
Bernissartia

                         `--
Eusuchia
```

Las definiciones anteriores de Crocodilia y Eusuchia no se acomodan exactamente a la evolución del grupo. La única taxonomía a nivel orden que actualmente se considera válida es Crocodilia en la actual definición. Los cocodrilos prehistóricos son representados por muchas taxones, pero puesto que pocos grupos importantes de las formas antiguas son reconocibles, una decisión donde delimitar nuevos clados a nivel de orden no es todavía posible (Benson & Clark, 1988).[cita requerida]